# Тигра
Тигра (англ. Tigger) — плюшевый тигр, персонаж книги Алана Милна «Дом на Пуховой Опушке» («The House at Pooh Corner», 1928) о Винни-Пухе с иллюстрациями Эрнеста Х. Шепарда.
Имя Тигра известно из перевода Бориса Заходера; в других переводах на русский язык персонаж носит имя Тигер (Виктор Вебер), Тиггер (Татьяна Михайлова, Вадим Руднев), Тигруля (появилось в мультфильмах из-за претензий правообладателей, наследников Заходера, на имя Тигра).

## Происхождение

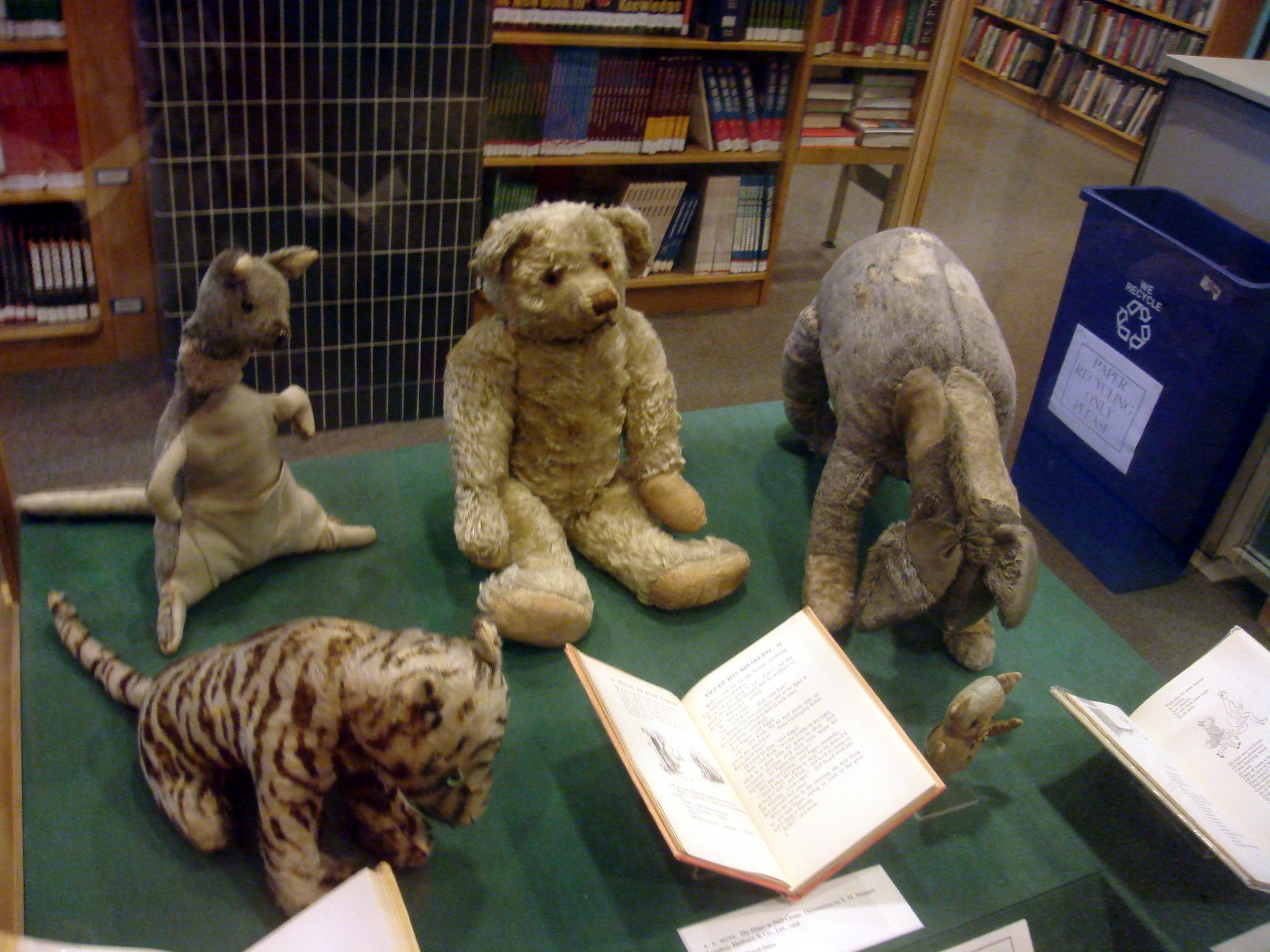
Подлинные игрушки Кристофера Робина: (с левого нижнего угла против часовой стрелки) Тигра, Кенга, Пух, Иа-Иа и Пятачок. Нью-Йоркская публичная библиотека

Подобно многим другим героям книг о Винни-Пухе, персонаж связан с мягкой игрушкой, которая была подарена сыну Милна, Кристоферу Робину, в раннем детстве. При этом сам Милн отмечает, что после появления у сына медведя (будущего Винни-Пуха), ослика (Иа-Иа) и поросёнка (Пятачка), подаренных в разное время разными людьми, кенгуру (Кенга) и тигр были приобретены уже не только с целью доставить радость ребёнку, но и из-за их «литературных возможностей».

## Характер
Весёлый тигр, с бьющей через край энергией и очень высокой самооценкой. Живет в Стоакровом Лесу (Hundred Acre Wood). Больше всего любит прыгать, прыгать и прыгать (bounce, bounce and bounce). Утверждает, что «Самое прекрасное в Тиграх, что я один такой» (The most wonderful thing about Tiggers is that I’m the only one!).
В книге А. А. Милна «Дом на Пуховой Опушке» («The House at Pooh Corner») впервые появляется во Второй Главе «В которой в Лес приходит Тигра и завтракает» (Chapter Two «In Which Tigger Comes to the Forest and Has Breakfast»)

## Экранизации

Тигра в мультфильме «Приключения Тигрули»

В мультфильмах студии Дисней о Винни-Пухе (Winnie-the-Pooh) первое появление Тигры состоялось в мультфильме «Винни-Пух и день забот» (1968). Также ему посвящён полнометражный фильм «Приключения Тигрули» (2000). Тигрулю озвучивали такие известные американские актёры как Пол Уинчелл (с 1968 по 1999 год) и Джим Каммингс (с 1990 года) (который также озвучивает Винни-Пуха с 1988). Тигра всегда весёлый и позитивный, и даёт различные клички близким друзьям. Однако в спин-оффе 2000 года, персонаж даже в один момент заплакал.
Изначально, Тигру в диснеевских мультфильмах должен был озвучить Уолли Боуг, но после смерти Уолта Диснея было решено отдать эту роль Полу Уинчеллу. Также, Уинчелла позвали поработать над озвучкой персонажа в фильме «Приключения Тигрули». Но после прослушивания, оказалось что голос Пола уже не подходит такому энергичному герою как Тигра. В финальной версии, тигр говорит голосом Джима Каммингса. В некоторых альбомах 90-х годов, Тигру озвучивает Эд Гилберт.
У персонажа в диснеевских экранизациях есть фирменная песня — «The Wonderful Thing About Tiggers». Утверждает, что лучшее в тиграх то, что «он один такой». Не любит мёд. Главное хобби героя — скакать. По словам самого Тигры, у него, как у всех тигров «верх сделан из резин, а низ — из пружин».
Тигра отсутствует в советской экранизации. Также он не появляется в фильме «Винни-Пух: Кровь и мёд» по причине авторских прав, но зато появился в продолжении, где он представлен как весьма дикий и кровожадный хищник.

### Все появления
- 1977 — «Приключения Винни» — Пол Уинчелл
- 1983 — «Винни-Пух и день рождения Иа-Иа» — Пол Уинчелл
- 1983—1986 — «Добро пожаловать на Пуховую Опушку» — Уилл Райан
- 1988—1991 — «Новые приключения Винни-Пуха» — Пол Уинчелл, Джим Каммингс
- 1990 — «Герои мультфильмов приходят на помощь» — Джим Каммингс
- 1997 — «Великое путешествие Пуха: В поисках Кристофера Робина» — Пол Уинчелл
- 1998 — «Винни-Пух и День Благодарения» — Пол Уинчелл (речь), Джим Каммингс (вокал)
- 1999 — «Винни-Пух: Время делать подарки» — Пол Уинчелл (речь), Джим Каммингс (вокал)
- 2000 — «Приключения Тигрули» — Джим Каммингс
- 2001—2003 — «Мышиный дом» — Джим Каммингс
- 2001—2003 — «Книга Пуха» — Джим Каммингс
- 2002 — «Винни-Пух: Рождественский Пух» — Джим Каммингс
- 2003 — «Большой фильм про Поросёнка» — Джим Каммингс
- 2004 — «Винни-Пух: Весенние денёчки с малышом Ру» — Джим Каммингс
- 2005 — «Винни и Слонотоп» — Джим Каммингс
- 2005 — «Винни-Пух и Слонотоп: Хэллоуин» — Джим Каммингс
- 2007—2010 — «Мои друзья Тигруля и Винни» — Джим Каммингс
- 2009 — «Мои друзья Тигруля и Винни: Мюзикл волшебного леса» — Джим Каммингс
- 2011 — «Медвежонок Винни и его друзья» — Джим Каммингс
- 2011—2014 — «Мини-приключения Винни-Пуха» — Джим Каммингс
- 2018 — «Кристофер Робин» — Джим Каммингс
- 2024 — «Винни-Пух: Кровь и мёд 2»